# Moj mikro
Moj mikro je bila slovenska računalniška revija, ki je mesečno izhajala med letoma 1984 in 2015.

## Zgodovina revije
Prva izdaja revije je izšla leta 1984, pod založništvom ČGP Delo (kasneje Delo Revije). Prvi urednik je bil Žiga Turk, ki je to ostal do leta 1987.
Podobno kot druge revije s tega področja se je v začetku 21. stoletja soočala z upadom prodaje in prihodkov od oglasov. V težave je zašla tudi matična založba, zato je bila blagovna znamka Moj mikro odprodana družbi Bojana Požarja. Novi lastnik ni imel konkretnih načrtov z revijo, zato se je uredniška ekipa poslovila s poletno številko 2015.